# Grande Prêmio da Alemanha de 1984
Resultados do Grande Prêmio da Alemanha de Fórmula 1 realizado em Hockenheim em 5 de agosto de 1984. Décima primeira etapa do campeonato, foi vencido pelo francês Alain Prost, que subiu ao pódio junto a Niki Lauda, numa dobradinha da McLaren-TAG/Porsche, com Derek Warwick em terceiro pela Renault.

## Resumo
Para esta corrida, a Tyrrell contratou Stefan Johansson e Mike Thackwell como pilotos, mas a participação da equipe aconteceu por conta de uma apelação interposta pela equipe.

## Classificação

### Treinos oficiais
| Pos.    | N.º | Piloto             | Construtor          | Q1       | Q2        | Grid     |
| ------- | --- | ------------------ | ------------------- | -------- | --------- | -------- |
| 1       | 7   | Alain Prost        | McLaren-TAG/Porsche | 1:49.439 | 1:47.012  | —        |
| 2       | 11  | Elio de Angelis    | Lotus-Renault       | 1:48.033 | 1:47.065  | + 0.053  |
| 3       | 16  | Derek Warwick      | Renault             | 1:48.576 | 1:48.382  | + 1.370  |
| 4       | 15  | Patrick Tambay     | Renault             | 1:51.414 | 1:48.425  | + 1.413  |
| 5       | 1   | Nelson Piquet      | Brabham-BMW         | 1:48.698 | 1:48.584  | + 1.572  |
| 6       | 27  | Michele Alboreto   | Ferrari             | 1:49.782 | 1:48.847  | + 1.835  |
| 7       | 8   | Niki Lauda         | McLaren-TAG/Porsche | 1:48.912 | 1:49.004  | + 1.900  |
| 8       | 2   | Teo Fabi           | Brabham-BMW         | 1:51.693 | 1:49.302  | + 2.290  |
| 9       | 19  | Ayrton Senna       | Toleman-Hart        | 1:49.395 | 1:49.831  | + 2.383  |
| 10      | 28  | René Arnoux        | Ferrari             | 1:50.830 | 1:49.857  | + 2.845  |
| 11      | 26  | Andrea de Cesaris  | Ligier-Renault      | 1:50.338 | 1:50.117  | + 3.105  |
| 12      | 5   | Jacques Laffite    | Williams-Honda      | 1:51.428 | 1:50.511  | + 3.499  |
| 13      | 14  | Manfred Winkelhock | ATS-BMW             | 1:51.697 | 1:50.686  | + 3.674  |
| 14      | 17  | Marc Surer         | Arrows-BMW          | 1:56.450 | 1:51.475  | + 4.463  |
| 15      | 18  | Thierry Boutsen    | Arrows-BMW          | 1:52.144 | 1:51.551  | + 4.539  |
| 16      | 12  | Nigel Mansell      | Lotus-Renault       | 1:52.958 | 1:51.715  | + 4.703  |
| 17      | 25  | François Hesnault  | Ligier-Renault      | 1:53.985 | 1:51.872  | + 4.860  |
| 18      | 23  | Eddie Cheever      | Alfa Romeo          | 1:54.802 | 1:51.950  | + 4.938  |
| 19      | 6   | Keke Rosberg       | Williams-Honda      | 2:12.229 | 1:52.003  | + 4.991  |
| 20      | 22  | Riccardo Patrese   | Alfa Romeo          | 1:52.769 | 1:54.665  | + 5.757  |
| 21      | 24  | Piercarlo Ghinzani | Osella-Alfa Romeo   | 1:59.505 | 1:54.546  | + 7.534  |
| 22      | 9   | Philippe Alliot    | RAM-Hart            | 1:55.505 | 1:55.795  | + 8.493  |
| 23      | 30  | Jo Gartner         | Osella-Alfa Romeo   | 1:58.457 | 1:55.594  | + 8.582  |
| 24      | 21  | Huub Rothengatter  | Spirit-Hart         | 1:56.112 | 2:00.118  | + 9.100  |
| 25      | 10  | Jonathan Palmer    | RAM-Hart            | 1:56.797 | 46:43.220 | + 9.785  |
| 26      | 3   | Stefan Johansson   | Tyrrell-Ford        | 2:00.268 | 1:59.461  | + 12.449 |
| DNQ     | 4   | Mike Thackwell     | Tyrrell-Ford        | 2:01.320 | 1:59.516  | + 12.504 |
| Fontes: |     |                    |                     |          |           |          |

### Corrida
| Pos.   | Nº | Piloto             | Construtor          | Voltas | Tempo/Diferença        | Grid | Pontos           |
| ------ | -- | ------------------ | ------------------- | ------ | ---------------------- | ---- | ---------------- |
| 1      | 7  | Alain Prost        | McLaren-TAG/Porsche | 44     | 1:24:43.210            | 1    | 9                |
| 2      | 8  | Niki Lauda         | McLaren-TAG/Porsche | 44     | + 3.149                | 7    | 6                |
| 3      | 16 | Derek Warwick      | Renault             | 44     | + 36.423               | 3    | 4                |
| 4      | 12 | Nigel Mansell      | Lotus-Renault       | 44     | + 51.663               | 16   | 3                |
| 5      | 15 | Patrick Tambay     | Renault             | 44     | + 1:11.949             | 4    | 2                |
| 6      | 28 | René Arnoux        | Ferrari             | 43     | + 1 volta              | 10   | 1                |
| 7      | 26 | Andrea de Cesaris  | Ligier-Renault      | 43     | + 1 volta              | 11   |                  |
| 8      | 25 | François Hesnault  | Ligier-Renault      | 43     | + 1 volta              | 17   |                  |
| DSQ    | 3  | Stefan Johansson   | Tyrrell-Ford        | 42     | Desclassificado        | 26   | [ 6 ] [ nota 1 ] |
| 9      | 21 | Huub Rothengatter  | Spirit-Hart         | 40     | + 4 voltas             | 24   |                  |
| Ret    | 14 | Manfred Winkelhock | ATS-BMW             | 31     | Câmbio                 | 13   |                  |
| Ret    | 23 | Eddie Cheever      | Alfa Romeo          | 29     | Motor                  | 18   |                  |
| Ret    | 2  | Teo Fabi           | Brabham-BMW         | 28     | Turbo                  | 8    |                  |
| Ret    | 1  | Nelson Piquet      | Brabham-BMW         | 23     | Câmbio                 | 5    |                  |
| Ret    | 22 | Riccardo Patrese   | Alfa Romeo          | 16     | Sistema de combustível | 20   |                  |
| Ret    | 24 | Piercarlo Ghinzani | Osella-Alfa Romeo   | 14     | Pane elétrica          | 21   |                  |
| Ret    | 30 | Jo Gartner         | Osella-Alfa Romeo   | 13     | Turbo                  | 23   |                  |
| Ret    | 27 | Michele Alboreto   | Ferrari             | 13     | Motor                  | 6    |                  |
| Ret    | 10 | Jonathan Palmer    | RAM-Hart            | 11     | Turbo                  | 25   |                  |
| Ret    | 6  | Keke Rosberg       | Williams-Honda      | 10     | Pane elétrica          | 19   |                  |
| Ret    | 5  | Jacques Laffite    | Williams-Honda      | 10     | Motor                  | 12   |                  |
| Ret    | 18 | Thierry Boutsen    | Arrows-BMW          | 8      | Motor                  | 15   |                  |
| Ret    | 11 | Elio de Angelis    | Lotus-Renault       | 8      | Turbo                  | 2    |                  |
| Ret    | 9  | Philippe Alliot    | RAM-Hart            | 7      | Superaquecimento       | 22   |                  |
| Ret    | 19 | Ayrton Senna       | Toleman-Hart        | 4      | Acidente               | 9    |                  |
| Ret    | 17 | Marc Surer         | Arrows-BMW          | 1      | Turbo                  | 14   |                  |
| DNQ    | 4  | Mike Thackwell     | Tyrrell-Ford        |        |                        |      | [ 6 ] [ nota 1 ] |
| Fonte: |    |                    |                     |        |                        |      |                  |

## Tabela do campeonato após a corrida
| Pos.    | Piloto          | Pontos |
| ------- | --------------- | ------ |
| 1       | Alain Prost     | 43,5   |
| 2       | Niki Lauda      | 39     |
| 3       | Elio de Angelis | 26,5   |
| 4       | René Arnoux     | 24,5   |
| 5       | Derek Warwick   | 23     |
| Fontes: |                 |        |

| Pos.    | Construtor          | Pontos |
| ------- | ------------------- | ------ |
| 1       | McLaren-TAG/Porsche | 82,5   |
| 2       | Ferrari             | 35,5   |
| 3       | Lotus-Renault       | 35,5   |
| 4       | Renault             | 32     |
| 5       | Williams-Honda      | 24     |
| Fontes: |                     |        |

- Nota: Somente as primeiras cinco posições estão listadas. Entre 1981 e 1990 cada piloto podia computar onze resultados válidos por temporada não havendo descartes no mundial de construtores.